# The Legend of Zelda (videojoc)
The Legend of Zelda (ザハイラルファンタジー ゼルダの伝説, Za Hairaru Fantajī: Zeruda no Densetsu, lit. «La fantasia d'Hyrule: llegenda de Zelda») és un videojoc japonès desenvolupat i publicat per Nintendo el 1986 al Japó i en continent europeu el 27 de novembre de 1987, i dissenyat per Shigeru Miyamoto i Takashi Tezuka per a la consola Nintendo Entertainment System. Situat a la terra de fantasia de Hyrule, l'argument se centra en un jove anomenat Link –el personatge jugador–, qui té per objectiu recol·lectar les vuit peces de la Triforça de la Saviesa per rescatar la Princesa Zelda, que està empresonada a la Muntanya de la Mort en mans del malvat príncep Ganon. En el transcurs del joc, el jugador pot controlar a Link des d'una perspectiva aèria, i ha d'aventurar-se al llarg d'un vast territori conegut com a Hyrule, el qual posseeix al seu torn diversos calabossos, dins dels quals ha de derrotar a múltiples enemics i resoldre endevinalles i així avançar al llarg del joc.
Per a la creació del joc, Miyamoto es va basar en les seves experiències infantils; aquestes, segons ell recorda, consistien que s'aventurava al llarg d'enormes camps i amb freqüència es perdia en boscos i coves. D'acord amb les seves declaracions, una vegada es va topar amb un llac i això li va causar un profund impacte emocional; més tard va pensar en el concepte d'«un jardí en miniatura on [les persones] puguin fer el que vulguin». Així mateix, va considerar que el mateix jugador havia de ser qui decidís el curs de l'argument, perquè volia obligar-ho a «pensar en el que deu fer a continuació»; aquest element va persistir en les posteriors seqüeles de la sèrie. Sota aquesta premissa, Miyamoto també va conceptualitzar a Link com un personatge que s'adaptés a l'edat dels jugadors –és a dir, Link havia de créixer amb el transcurs del temps i així fer que aquests s'hi identifiquessin–. El nom del joc prové de Zelda Fitzgerald, perquè segons Miyamoto, el nom d'ella li sonava agradable.
Com a joc inaugural de la sèrie de The Legend of Zelda, va sortir a la venda per primera vegada al Japó per al perifèric de la Family Computer System, el Famicom Disk System, com a títol de llançament per a dita accessòria. Poc més d'un any després, a Amèrica i Europa es va començar la distribució del joc en format de cartutx, sent el primer títol per una consola casolana a incloure una bateria interna que permetia guardar el progrés de l'aventura. Una versió del joc en forma de cartutx va ser llançada al Japó el 1994, per la Family Computer, i es va rellançar posteriorment per la Game Boy Advance, Nintendo GameCube i la Consola Virtual. Gràcies al seu significatiu acolliment, es va realitzar una seqüela, titulada Zelda II: The Adventure of Link. No obstant això, aquesta segona part no va obtenir bones crítiques encara que sí que va tenir una gran acceptació comercial; això va permetre que el joc passés a ser considerat com la «ovella negra» de la sèrie, en part perquè l'equip principal de Zelda I no es va encarregar del desenvolupament.
Com a llegat, el joc és considerat com el «precursor espiritual» del gènere de rol, ja que molts dels elements que van aparèixer en Zelda van ser presos per altres sèries de videojocs, com Final Fantasy. D'igual manera, el joc es va convertir ràpidament en el segon títol per Famicom a vendre més d'un milió de còpies en territori nipó; l'any del seu llançament, la premsa va catalogar al joc com un best-seller de Nintendo, perquè va vendre prop de 6,5 milions de còpies en l'àmbit internacional. cal destacar que en un principi Miyamoto es mostrava incrèdul davant la possibilitat que el joc aconseguís notorietat dins de la indústria, perquè pensava que «els mons de màgia i fantasia no eren populars». Per celebrar el 25è aniversari del llançament original del joc, d'una manera similar a com es va fer amb el de Super Mario Bros. el 2010, Nintendo va planejar durant el 2011 realitzar un festeig commemoratiu relacionat amb la sèrie en general; Reggie Fils-Aime va esmentar que va ser alguna cosa «diferent del ja vist». Durant la Game Developers Conference realitzada el març de 2011, Satoru Iwata va revelar el logotip oficial de l'aniversari en qüestió.
Amb el llançament de Nintendo Switch Online, el setembre de 2018, Nintendo va oferir als jugadors aquest títol dins del catàleg de l'aplicació NES de la seva consola híbrida, Nintendo Switch.

## Argument

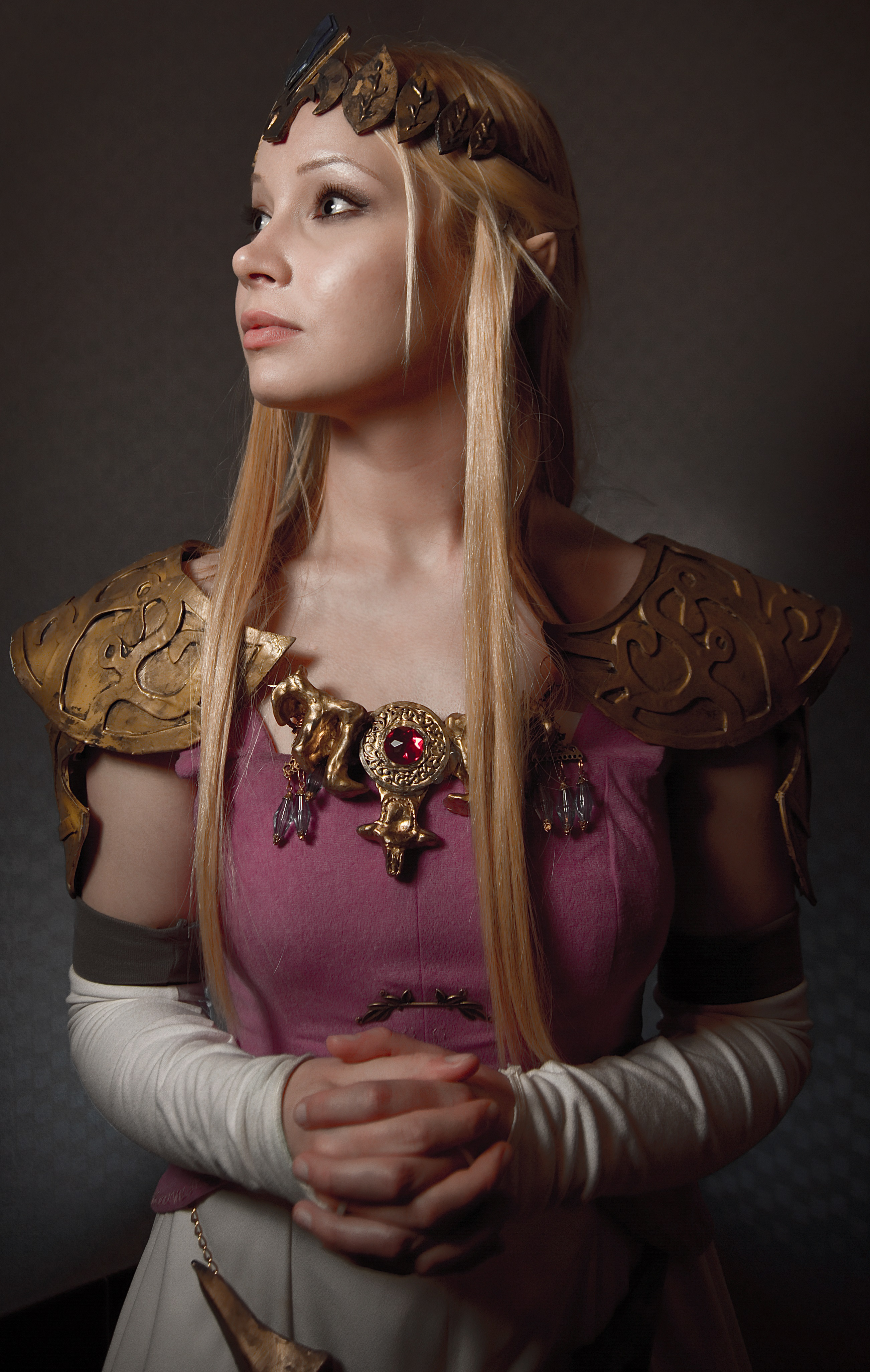
La Princesa Zelda encomana a la seva mainadera buscar a algú prou valent per salvar al regne d'Hyrule de la perdició. Per crear al personatge que dona nom a la sèrie així com al videojoc en si, Miyamoto va usar el nom de l'esposa del novel·lista F. Scott Fitzgerald, doncs el dissenyador va pensar que era un nom «bell». En la imatge, una dona disfressada de la princesa.

La trama de The Legend of Zelda és relatada a través del manual d'instruccions i en una petita seqüència introductòria abans de l'escena on apareix el títol del joc, una vegada que comença a reproduir-se. Un petit regne dins de la terra de Hyrule –el qual és el lloc on es desenvolupen els principals esdeveniments–, és assolat pel caos després que un exèrcit liderat per Ganon, el Príncep de la Foscor, l'envaís i robés la Triforça del Poder, un fragment que forma part d'un artefacte màgic capaç d'atorgar al seu posseïdor una poderosa força física. En un intent per evitar que Ganon adquirís la Triforça de la Saviesa –una altra de les peces d'aquest artefacte–, la Princesa Zelda decideix dividir-la en vuit fragments diferents els quals oculta al llarg de diversos calabossos que se situen en aquesta vasta terra. Poc abans que la princesa fos segrestada per Ganon, ella encomana a Impa, la seva mainadera, que trobi a algú veritablement valent per afrontar el mal i així salvar al regne de la perdició. Mentre deambula per Hyrule, l'anciana és custodiada per un secuaç de Ganon per intentar detenir el pla de la princesa; no obstant això, un jove adolescent anomenat Link apareix de sobte i la rescata. Després de sentir la súplica d'Impa, el noi decideix salvar a Zelda i es dirigeix a trobar els fragments escampats de la Triforça de la Saviesa, per fer-se prou fort per a enfrontar-se a Ganon i derrotar-lo.
Durant el transcurs de l'aventura, Link aconsegueix localitzar els vuit laberints subterranis on es troben les peces del fragment, i poder recuperar-les; per a això, ha de derrotar a múltiples guardians que custodien cada calabós. Una vegada que el jove aconsegueix obtenir totes les peces de la Triforça de la Saviesa, el jugador és capaç d'infiltrar-se en l'amagatall de Ganon: la Muntanya de la Mort, i eventualment enfrontar a l'enemic amb forma de porc antropomorf i derrotar-lo mitjançant una Fletxa de Plata. Després de la batalla contra el malvat príncep, Link recull la Triforça del Poder de les cendres de Ganon i torna les dues peces faltants per arreglar de manera correcta la Triforça i rescatar així la princesa captiva, amb la qual cosa la pau és restaurada a Hyrule.

### Escenari
En ser el primer títol de la sèrie, és el primer a oferir una perspectiva del regne d'Hyrule, el qual està dividit en nombroses regions i paisatges variats, com el Bosc Perdut, la Muntanya de la Mort, el Llac Hylia, un Cementiri, una platja i un desert. En aquestes zones, és on Link haurà de buscar els fragments de la Triforça de la Saviesa, per així accedir a la Muntanya de la Mort i rescatar a Zelda de la seva captivitat per part de Ganon.
A diferència d'altres supramons (del terme en anglès: overworld) dins de la sèrie de Zelda, en aquesta primera aventura a través de les terres del regne d'Hyrule, el jugador és capaç d'explorar els seus territoris des de l'inici de l'aventura, la qual cosa significa que el joc manca d'un argument lineal definit. No obstant això, cal destacar que les ubicacions romanen intactes durant la Second Quest, a excepció que els únics canvis detectables radiquen en la ubicació dels laberints dels calabossos i en la localització dels objectes a obtenir en cadascun dels nivells del joc. A continuació es presenten cadascun dels nivells del joc amb la seva respectiva descripció.
| Calabós  | Ubicació                                                         | Descripció i ítems a obtenir | Cap             |
| -------- | ---------------------------------------------------------------- | --- | --------------- |
| Nivell 1 | Al centre del Llac Hylia.                                        | És el primer calabós dins de l'aventura, i en Link podrà accedir a la primera peça de la Triforça. A més, aquí s'obté l'Arc. | Aquamentus      |
| Nivell 2 | Es troba en un dens bosc al nord de la pantalla inicial del joc. | Dins del calabós hi ha molts enemics que el jove heroi ha de derrotar per trobar diverses claus i obtenir així la peça de la Triforça. Aquí es troba el Bumerang Màgic. | Dodongo         |
| Nivell 3 | Està prop del Bosc Perdut, al sud del mapa.                      | En aquest nivell s'introdueixen els Darknut, els quals són enemics difícils de derrotar; una vegada que són abatuts, permeten entrar a un celler on es troba la Bassa. | Manhandla       |
| Nivell 4 | Es troba sobre una illa.                                         | Per accedir a aquest nivell, Link ha de tenir equipada la bassa, doncs requereix navegar al llarg d'un riu i arribar a una illa on es troba l'entrada al calabós. Aquí ha d'usar la Vela Blava per il·luminar diverses cambres fosques i descobrir objectes. A més, en aquest lloc s'obté l'Escala de Mà. | Gleeok          |
| Nivell 5 | Està en un dels vessants de la Muntanya de la Mort.              | El calabós conté moltes zones amb lava, per la qual cosa Link ha d'esquivar-les per continuar al llarg del nivell. Per derrotar el cap del nivell, el jugador ha de trobar el Xiulet. | Digdogger       |
| Nivell 6 | Es localitza prop del Cementiri.                                 | Link ha de passar pel Bosc Perdut per arribar fins a la masmorra, i s'hi troben els Wizzrobe, enemics capaços de llançar conjurs i baixar punts de vida mitjançant la màgia. Aquí es localitza el Bàcul Màgic, amb el qual es poden realitzar encanteris per atacar als enemics. | Gohma           |
| Nivell 7 | Es troba sota una petita font a l'Oest.                          | L'entrada al calabós està custodiada per un Moblin. Malgrat això, Link no podrà accedir al nivell si no posseeix el Xiulet. Al llarg del nivell, es pot localitzar la Vela Vermella, la qual permet llançar foc múltiples vegades, a diferència de la Vela Blava. | Aquamentus (II) |
| Nivell 8 | La seva entrada se situa al final del Camí sense Sortida.        | Per accedir al vuitè nivell, es necessita cremar un arbre mitjançant la Vela Vermella o Blava, i en ell, a diferència de les altres masmorres, es troben dos objectes principals: el Llibre de Màgia i la Clau Màgica, els quals li permeten a Link realitzar un encanteri basat en el foc i obrir qualsevol pany dins d'un calabós al llarg d'Hyrule, respectivament. | Gleeok (II)     |
| Nivell 9 | Està en el cim de la Muntanya de la Mort.                        | Per entrar, cal explotar una bomba en la roca esquerra de la formació muntanyenca cridada Roques Especulessis. És l'últim nivell del joc i és on Link ha de rescatar a la Princesa Zelda. El jugador no podrà accedir més enllà de la segona pantalla del nivell si és que no posseeix la totalitat de les Peces de la Triforça. En una cambra del calabós es localitza l'Anell Roig, el qual redueix el dany que Link pot rebre d'un enemic fins a 3/₄ del total infringit. A més, és necessari localitzar les Fletxes Platejades, les quals són indispensables per derrotar a l'últim cap. | Ganon           |

### Objectes i armes

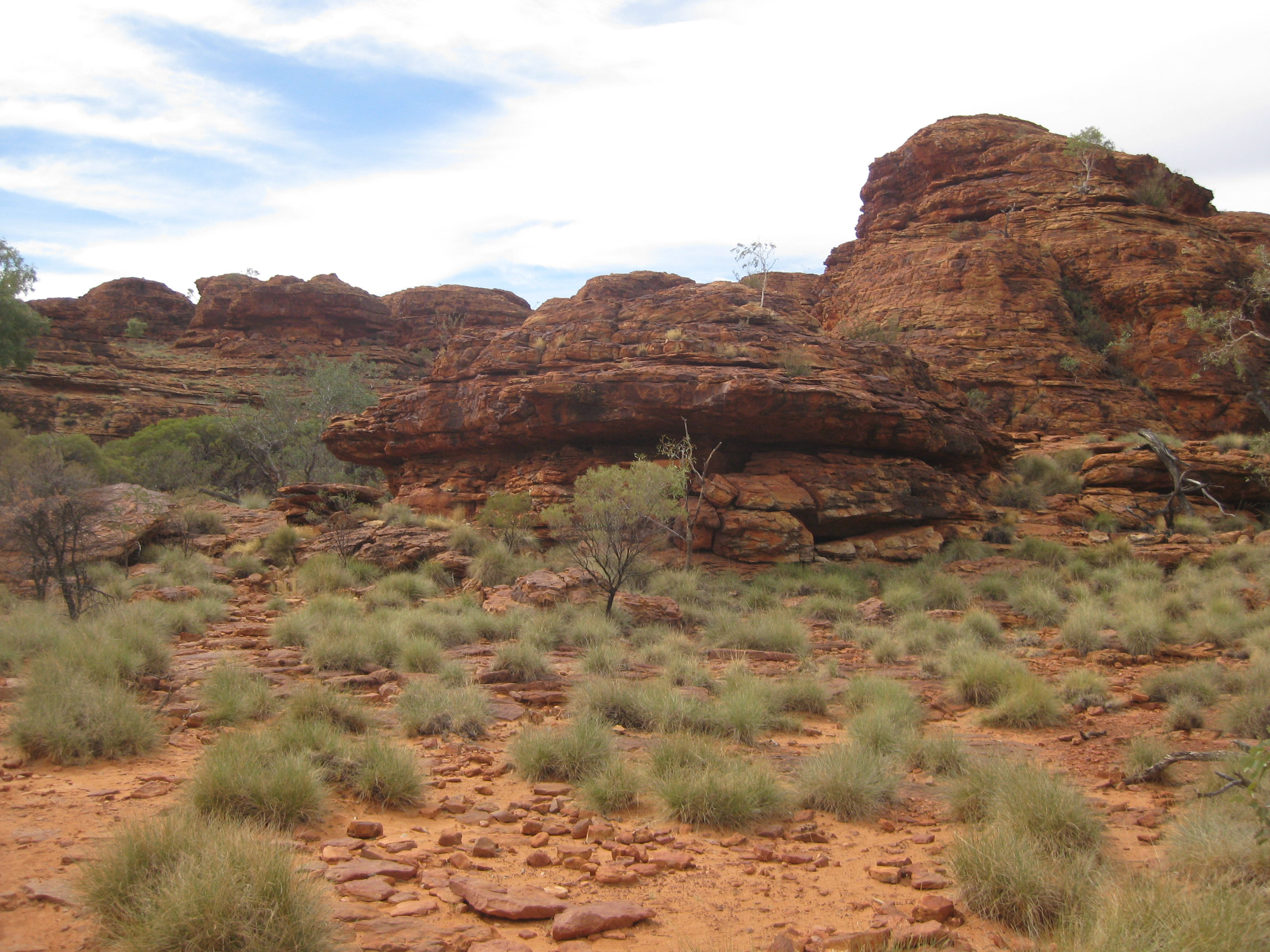
L'escenari i entorn de The Legend of Zelda és variat, ja que conté deserts, boscs, platges i coves. El jugador ha d'explorar la regió per trobar objectes i personatges que li puguin ajudar a acabar l'aventura. En la imatge, el King's Canon situat al Territori del Nord, Austràlia.

En ser el primer títol de la sèrie, The Legend of Zelda ofereix una àmplia varietat d'objectes, els quals Link pot usar per superar els obstacles que se li presenten al llarg de la travessia. En aquest lliurament, en ser la primera de la sèrie, s'introdueixen molts dels elements típics que apareixen en els posteriors jocs de Zelda. Així, l'espasa, l'escut, les bombes, l'arc i el bumerang estan presents en aquest primer lliurament, perquè són necessaris per a completar cada un dels nivells.
L'espasa pot ser adquirida al principi del joc –aquesta arma està feta de fusta, per la qual cosa és feble contra alguns enemics; no obstant això, hi ha un total de tres espases al llarg del joc–, perquè aquesta es localitza en una petita cova al nord de la primera pantalla de joc; així mateix, a dins, es troba un ancià, el qual li dona instruccions al jugador sobre el que ha de fer, i amb això poder resoldre les endevinalles de l'aventura. L'ancià pot aparèixer en zones ocultes, com en alguna cova darrere d'una cascada o dins d'un calabós, i li donarà al jugador algun objecte important o suggeriment a canvi d'una petita suma de rupies. Una segona espasa, la qual està feta d'acer, es pot aconseguir darrere d'una cascada, no obstant això, per aconseguir-la, és necessari tenir cinc o més cors de vida; és més efectiva que l'espasa de fusta, perquè amb el seu poder es pot eliminar els enemics de manera més senzilla. Una tercera espasa, diferent de la de fusta i la d'acer, pot aconseguir-se una vegada que el jugador obté almenys 12 Contenidors de Cor; aquesta espasa és més poderosa que les anteriors i igualment que les altres espases permet llançar feixos de llum contra els enemics des d'una distància llunyana.
L'escut pot ser equipat una vegada que s'adquireix per un preu que oscil·la entre les 90 i 300 rupies; això és a causa que l'escut tendeix a gastar-se i tornar-se inútil, per la qual cosa el jugador es veu obligat a adquirir un de nou. Es pot utilitzar per protegir en Link d'atacs directes fets amb projectils com a fletxes i pedres, encara que també pot resistir boles de foc i encanteris que els enemics llancen quan el personatge es troba a prop. Les bombes al seu torn poden ser col·locades en una secció de la pantalla perquè els enemics propers puguin ser afectats per l'explosió que aquestes ocasionen, i així avançar a través de certes zones infestades amb molts enemics alhora. Si bé el nombre de bombes que Link pot portar és limitat, el jugador pot anar amb l'ancià i pagar-li perquè incrementi el nombre total de bombes. L'arc es localitza en el primer nivell del joc, i és necessari obtenir-lo per derrotar a l'últim enemic final del joc mitjançant les Fletxes Platejades. El jugador ha de comprar fletxes per poder usar aquest artefacte; no obstant això, cada vegada que s'empra, gasta una rupia per cada fletxa que és disparada contra un enemic. És important esmentar que el nombre de tirs que Link pot efectuar està limitat només pel nombre de fletxes que posseeixi.
Existeixen dues classes de bumerang: el normal i el màgic. El primer pot atacar als enemics des d'una distància llarga a pesar que la seva velocitat és lenta, mentre que el segon té la propietat de volar al llarg de la pantalla eliminant gairebé a la totalitat d'enemics que es trobin dins de la quarta; el primer bumerang és reemplaçat pel segon, ja que aquest és més veloç per atacar, encara que no és més poderós que l'anterior. Les fades també realitzen la seva primera aparició en la sèrie localitzant-se en diverses zones al llarg d'Hyrule; la seva principal funció és la de recuperar una certa quantitat d'energia de Link, recarregant la seva salut. Un objecte que no apareix en posteriors jocs de Zelda és el rellotge, un petit cronòmetre que permet congelar per un breu lapse de temps als enemics amb el que facilita la seva eliminació i derrota. No obstant això, aquest ítem apareix aleatòriament i espontàniament a qualsevol cambra d'algun calabós, per la qual cosa el seu ús es veu restringit. Aquest al seu torn només afecta els enemics que es localitzen dins del mateix lloc on apareix, per la qual cosa si el jugador abandona la pantalla i accedeix a una altra, el poder desapareix i els enemics retornen a la normalitat.

## Sistema de joc

Al llarg de l'aventura, el jugador troba i adquireix diversos objectes que augmenten encara més les seves habilitats, inclosos els cors que augmenten el seu mesurador de vida. A la imatge, en Link ataca els monstres Octorok amb l'espasa al supramón.

El sistema de joc de The Legend of Zelda incorpora elements dels gèneres d'acció, aventura, RPG i puzle. El jugador controla en Link des d'una perspectiva aèria a mesura que viatja pel mapa del món; aquest es divideix en un supramón, un mapa que es desenvolupa a la intempèrie i conté variats paisatges. Link comença armat amb un escut, però una espasa cau en el seu poder després d'aventurar-se en una cova localitzada en la primera pantalla visible del joc. Al llarg del joc, venedors, fades, habitants, i altres personatges ajuden en Link atorgant-li objectes o guiant-li mitjançant pistes críptiques. Aquestes persones es troben amagades en coves, arbusts, calabossos, o darrere de parets i cascades.
En el progrés de la trama, el jugador ha de derrotar a enemics i localitzar l'entrada de nou calabossos. Cada masmorra és única, perquè es tracta d'una espècie de xarxa de laberints amb habitacions connectades a través de portes i passatges secrets, a més que cadascun es troba custodiat per monstres diferents dels oposats al llarg del supramón. Els calabossos oculten objectes que ajuden a Link al llarg de la seva travessia i augmenten així el seu arsenal d'armes, tals com un bumerang que li permet aconseguir objectes llunyans així com atordir o eliminar enemics; també es pot adquirir una flauta dolça amb propietats màgiques. Link ha de navegar reeixidament a través dels primers vuit calabossos, i obtenir d'aquesta manera la totalitat de les peces de la Triforça de la Saviesa, les quals es troben en cada masmorra. Una vegada que s'aconsegueixen tots els fragments, és possible accedir a la novena masmorra, lloc on es troba la Princesa Zelda. A part d'aquesta excepció per acabar el joc, l'ordre necessari per completar cada calabós és alguna cosa que es deixa a la decisió del mateix jugador, encara que regularment aquests tendeixen a augmentar de dificultat una vegada que el jugador acaba un i comença amb un altre, a més que en alguns calabossos calen diversos objectes específics per poder explorar i endinsar-se en els mateixos per poder completar-los, a pesar que aquests objectes només es poden trobar en masmorres anteriors. Link pot vagar lliurement pel supramón, buscant i comprant objectes a qualsevol moment. Aquesta flexibilitat va donar com a resultat formes inusuals de jugar el títol. Per exemple, és possible arribar fins al cap final del joc sense haver aconseguit l'espasa —no obstant això, el jugador no podrà derrotar-ho, ja que com es va explicar anteriorment, calen certs ítems en algunes de les zones i en aquest cas l'espasa és indispensable.

### Second Quest

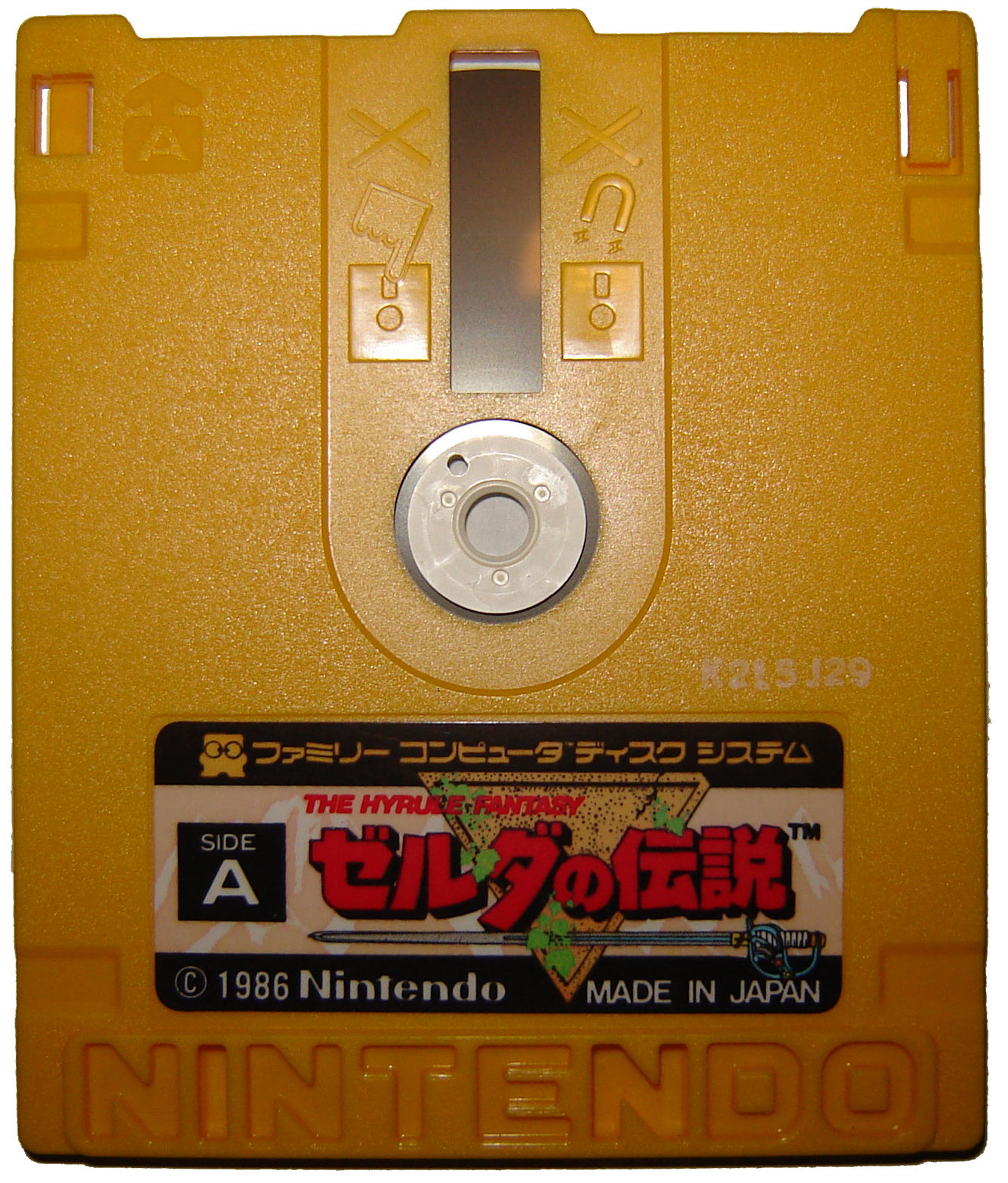
Disc del joc per la FamicomDisk.

Després de completar el joc, el jugador té accés a una aventura més difícil, referida oficialment com a «Second Quest» (裏ゼルダ, Ura Zeruda, trad. lit. «l'altre costat ocult de Zelda»); en aquesta nova travessia, les ubicacions dels calabossos i dels objectes són diferents i els enemics són més forts. No obstant això, aquesta nova «repetició de jugar», on la dificultat augmenta, no va ser l'única dins de la saga de Zelda, ja que també altres jocs oferien noves aventures amb nivells totalment canviats a completar en una segona partida. La Second Quest es pot jugar cada vegada que es completa la missió principal per primera vegada. També es pot accedir a la Second Quest sense la necessitat d'acabar el joc de nou compte, perquè simplement s'ha de començar una nova partida sota el nom de «ZELDA».

## Desenvolupament
| Dissenyador             | Takashi Tezuka                                   |
| Directors               | Satoru Iwata Shigeru Miyamoto Takashi Tezuka     |
| Productor executiu      | Hiroshi Yamauchi                                 |
| Gràfics                 | Shigeru Miyamoto Takashi Tezuka                  |
| Música                  | Koji Kondo                                       |
| Productors              | Shigeru Miyamoto Eiji Anouma                     |
| Programadors principals | Kazuaki Morita Toshihiko Nakago Yasunari Nishida |
| Referències             | [ 41 ] [ 42 ]                                    |

### Concepte i disseny

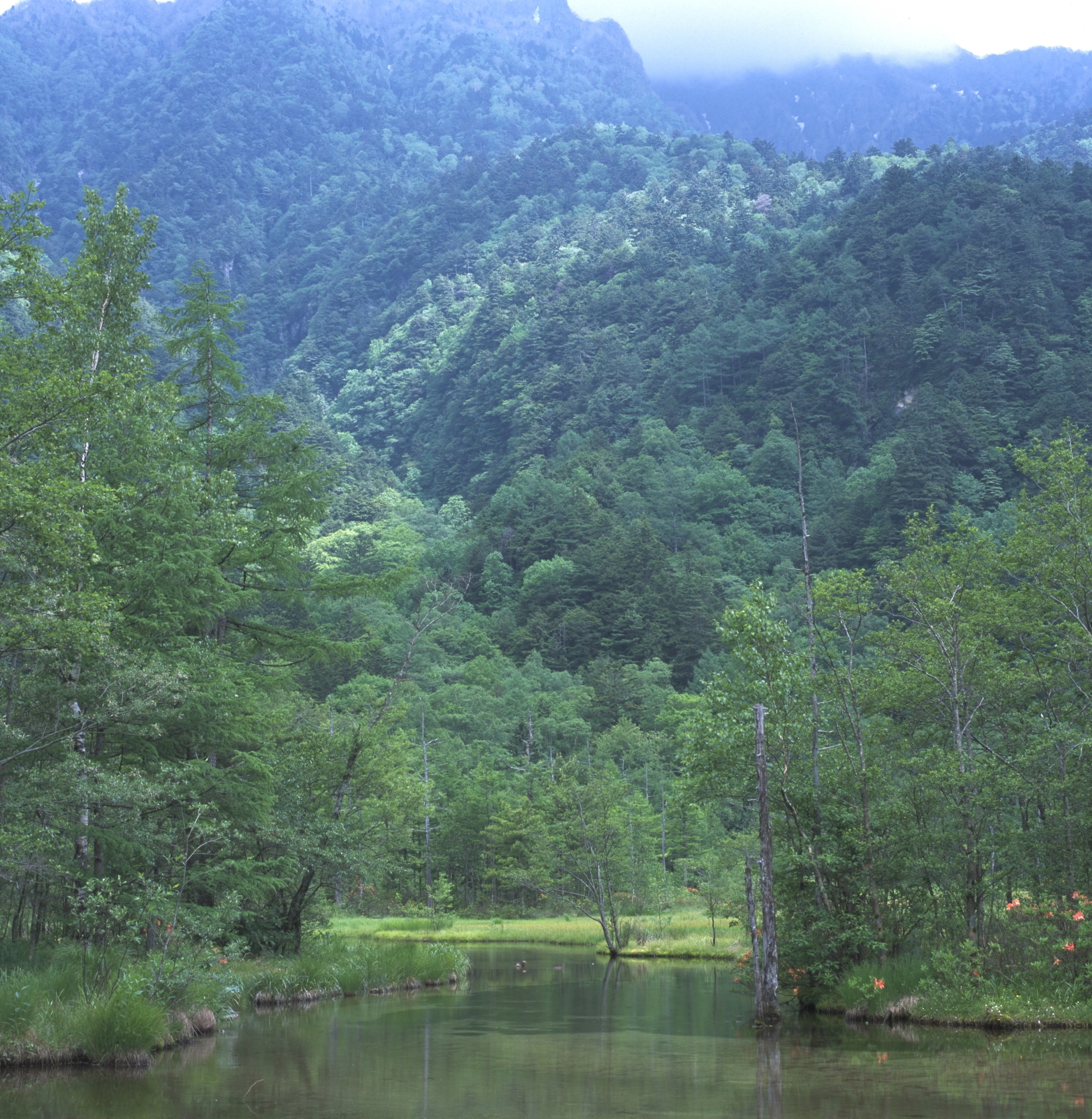
Per idear l'estructura i disseny de The Legend of Zelda, Shigeru Miyamoto es va basar en les seves experiències de la infància per ressaltar l'exploració i aventura que ell va tenir mentre es va perdre en un bosc prop de la seva casa a Sonobe. El creador de videojocs va comentar que una vegada es va topar amb un llac, i que aquesta experiència li va impactar tant que va decidir que els joves jugadors havien de sentir-la també.

The Legend of Zelda va ser dissenyat i dirigit per Shigeru Miyamoto i Takashi Tezuka, mentre que Miyamoto el va produir, i Tezuka es va encarregar de redactar el guió i l'argument. L'equip de tots dos va treballar en The Legend of Zelda i Super Mario Bros. al mateix temps, tractant de separar les idees per a cada joc, i intentant diferenciar-los entre si: Super Mario Bros. havia de ser lineal, on l'acció ocorregués en una estricta seqüència lineal, mentre que The Legend of Zelda havia de ser el contrari. En Mario, Miyamoto va reduir la importància de la puntuació perquè el jugador només s'enfoqués a completar el joc. Aquest concepte es va traslladar a The Legend of Zelda. Miyamoto també va estar a càrrec de decidir quins conceptes havien de ser «idees per Zelda» o «idees per a Mario». A diferència de Mario, en Zelda no es va desenvolupar un estil lineal, per la qual cosa el joc forçava als jugadors a pensar en què és el que havien de fer a continuació, per així resoldre diverses endevinalles i trencaclosques. En els dissenys inicials del joc, el jugador podia començar la partida amb l'espasa ja incorporada en el seu inventari. D'acord a Miyamoto, al Japó, els jugadors estaven confosos i tenien problemes per trobar els diferents calabossos, així com les rutes necessàries per acabar el joc. En lloc d'escoltar queixes per part dels usuaris, Miyamoto va retirar l'espasa des de l'inici del joc, per la qual cosa va obligar els jugadors a comunicar-se amb els personatges del joc i a parar esment als seus suggeriments per resoldre les endevinalles. D'igual manera, va comentar que «els jugadors es confonen molt en els jocs on han de trobar un objecte important a través de laberints». Això va originar una nova manera de comunicació entorn d'un joc, i d'aquesta manera, el dissenyador va comentar que: «Zelda es va convertir en la meva inspiració per a alguna cosa molt diferent: Animal Crossing. Aquest joc està basat solament en la comunicació».
Amb The Legend of Zelda, Miyamoto volia portar la idea d'un «món interactiu» fins i tot més enllà, on als jugadors els oferia «un jardí en miniatura on puguin fer el que vulguin». La seva inspiració per a la creació del joc, va néixer de les seves experiències infantils quan vivia als afores de Kyoto, Japó, on explorava principalment els camps propers a la seva casa, així com els boscos i les cavernes, i a través de cada joc de Zelda, ell sempre intenta transmetre-li al jugador una mica d'aquesta «sensació d'exploració i meravelles sense fi» que ell mateix va experimentar. «Quan era nen», va esmentar, «vaig anar d'excursió lluny del meu llogaret i vaig descobrir un llac. Va ser una gran sorpresa topar-me amb ell»; i va afegir que «quan vaig viatjar pel país sense un mapa, tractava de trobar el camí, i descobrir coses sorprenents en el viatge. Em vaig adonar que això se sentia com emprendre una aventura fascinant». Segons Miyamoto, «la sensació d'estar enmig d'un laberint de portes deslizables a la casa on em vaig criar a Sonobe, va ser el que vaig recrear en els laberints dins dels castells de Zelda». cal destacar que Miyamoto, en un principi, es mantenia escèptic davant el fet que el joc arribés a ser popular i que tingués un bon impacte davant el públic, perquè en el seu moment va comentar que «quan vaig començar a treballar sobre The Legend of Zelda […] els mons de màgia i fantasia no eren molt populars durant aquella època».
Per indicar com és que es van dissenyar els elements, personatges i nivells del joc, a principis de 2010, Satoru Iwata va mostrar a la pàgina principal de Nintendo, una sèrie d'esbossos sobre els objectes i mapes corresponents a aquest títol, a més que s'incloïen diverses anotacions sobre l'estructura i patrons que donarien la forma definitiva al disseny propi del joc.
Com a «símbol de valentia, força i saviesa», Link va ser creat per Miyamoto com un personatge que s'adaptés a l'edat dels jugadors, i aconseguir amb això que els usuaris se sentissin identificats amb ell: el joc comença amb un noi comú, però es va enfortint al llarg de l'aventura per derrotar a Ganon. El nom de la princesa, així com el títol del joc i de la saga, prové de la fascinació que Miyamoto tenia per Zelda Sayre Fitzgerald, sobre la qual cosa va comentar en una ocasió:
| « | «Zelda era el nom de l'esposa del famós novel·lista F. Scott Fitzgerald. Ella era una dona bella i popular per onsevulla; a més m'agradava com se sentia el seu nom. Així que em vaig prendre la llibertat d'usar la paraula 'Zelda' per al primer videojoc de la sèrie». | » |

### Tecnologia
En el mes de febrer de 1986, Nintendo va llançar el joc per ser el títol de llançament del nou perifèric de la Family Computer: la Disk System. Per a això, The Legend of Zelda va ser inclòs juntament amb els rellançaments de Super Mario Bros., Tennis, Baseball, Golf, Soccer i Mahjong per a la introducció al mercat d'aquesta consola. Això va permetre fer un ple ús dels avantatges que proveïen els discos per a aquest sistema, perquè permetia emmagatzemar una major informació en comparació als cartutxos tradicionals ROM amb una capacitat de 128 kB, ja que en aquell temps la producció d'aquests cartutxos en un format convencional resultava massa costós. A causa de l'encara limitada capacitat que mostrava el format de disc, el text del joc en la seva versió japonesa estava conformat només amb caràcters katakana. Així mateix, el cartutx utilitzava una opció per reescriure les dades i permetre guardar la partida, en comptes d'utilitzar contrasenyes per a això. En el cartutx de la versió japonesa, també es va utilitzar un canal de so addicional per generar certs efectes sonors, ja que la Disk System podia proveir-ho; dels quals es poden esmentar, destaquen els efectes de quan Link podia bandir la seva espasa quan aquest tenia plena tota la seva salut, així com el so que se sentia quan el jugador derrotava a un enemic. Els efectes sonors del joc, es podien reproduir gràcies al canal PCM del NES en la versió per a cartutx.
També es va utilitzar un micròfon que venia inclòs en el control de la Famicom, perquè el jugador pogués avançar al llarg del joc, atorgant un sistema de joc nou; no obstant això, aquest micròfon no estava disponible en el sistema de controls del NES. Això va generar una certa confusió per als usuaris dels Estats Units, ja que en el manual d'instruccions s'esmenta que Pols Voice, un enemic amb forma de conill, «detesta el soroll fort». Si el jugador bufava o cridava al micròfon de la Famicom, era possible eliminar certs enemics, entre els quals s'inclou el citat Pols Voice. No obstant això, aquestes criatures no podien ser derrotades mitjançant la flauta de Link, sinó que en la versió de la NES solament podien ser eliminats mitjançant certes armes. En la versió per a cartutx, es va utilitzar un xip anomenat Memory Management Controller, específicament el model MMC1. El xip MMC permetia allotjar una major quantitat d'informació i, per tant, emmagatzemar jocs amb partides més extenses a comparació d'anteriors jocs. També allotjava una bateria de poder estilo RAM, la qual permetia guardar el progrés de la partida dels jugadors, sent la primera vegada que es podia fer aquesta gesta en algun videojoc de l'època.

## Llançament

El jugador ha de buscar les vuit peces de la sagrada Triforça de la Saviesa, i així poder derrotar el malvat rei Ganon.

Contrari als temors que tenia l'administració de Nintendo respecte a l'impacte que el títol no pogués aconseguir un cert interès comercial, el joc va resultar ser popular i va ser ben rebut per part del públic. Un any després, Nintendo va publicar una seqüela, Zelda II: The Adventure of Link, per la Disk System. Aquest joc no va ser llançat als Estats Units fins dos anys després. The Legend of Zelda va estar disponible un any i mig, mentre que The Adventure of Link va ser publicat sis mesos després dels seus llançaments originals al Japó, per a territori americà.
Quan Nintendo va publicar el joc per a Amèrica del Nord, el disseny de l'empaquetatge en el qual venia el joc, presentava un petit tall per on es podia apreciar que el cartutx tenia una tonalitat color daurada. Per 1988, The Legend of Zelda es va convertir en el segon joc per la NES a aconseguir vendre més d'un milió de còpies. Nintendo d'Amèrica va intentar mantenir una sòlida comunitat de fanàtics; qualsevol persona que comprés el joc i enviés la garantia del mateix a les oficines de Nintendo podia ser membre al Fun Club: una societat de seguidors sobre els jocs de Nintendo, els membres dels quals eren capaços d'obtenir un butlletí de quatre, vuit i eventualment 32 pàgines on es parlava de Zelda. Set-centes còpies del primer volum d'aquest fullet van ser enviats sense cap comissió, però el nombre d'enviaments es va incrementar a causa que el banc de dades sobre els membres del Club va començar a estendre's.
Des que les revistes sobre guies es van tornar un èxit al Japó, Nintendo va saber que els trucs i ajudes sobre jocs podrien tornar-se un «valuós encert». Els jugadors gaudien dels butlletins de notícies, perquè venien mots encreuats, trencaclosques i acudits, si bé els agradava encara més la secció sobre els trucs en els jocs. El Fun Club oferia als nens consells sobre jocs amb una dificultat alta, especialment de Zelda, perquè s'explicava la localització de diverses cambres secretes, claus amagades, i passatges ocults. Per tant, la llista de membres va augmentar. A inicis de 1988, hi havia més d'un milió de seguidors del Fun Club, la qual cosa va portar al llavors president de Nintendo d'Amèrica Minoru Arakawa, a iniciar la publicació de la revista Nintendo Power.

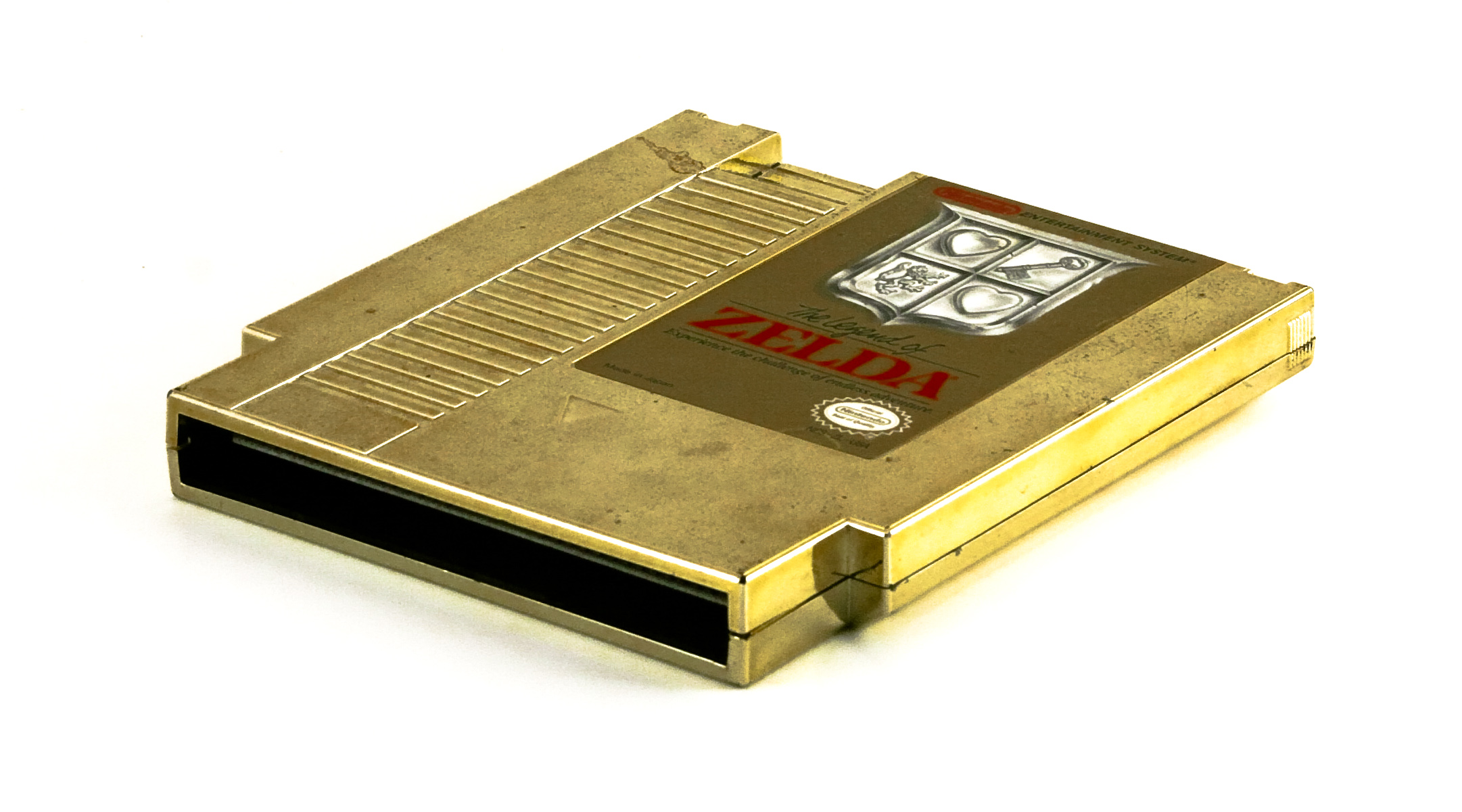
Cartutx daurat del joc per la NES.

Atès que Nintendo no tenia una gran varietat de productes, la companyia només realitzava uns quants anuncis comercials per any, la qual cosa significava que la qualitat dels mateixos havia de ser alta. El pressupost per a cada anunci estava previst en uns 5 milions USD, la qual cosa resultava ser unes quatre o cinc vegades superior a la quantitat que invertien les cadenes comercials en aquest tipus de publicitat. Un dels primers comercials d'aquest tipus, va ser produït per Bill White, director de publicitat i relacions públiques de Nintendo, per introduir al mercat estatunidenc The Legend of Zelda; això va provocar que el joc tingués una gran acceptació dins de la indústria de la publicitat. En dita comercial, un jove amb uns cabells despentinats, amb aparença de nerd, camina a través de la foscor realitzant diversos sorolls ximples, cridant els noms d'alguns enemics i exclamant el nom de Zelda.
Nintendo va llançar una gran quantitat de marxandatge relacionat amb The Legend of Zelda, entre els quals es van incloure joguines, guies de joc, rellotges, roba, pots d'escombraries i fins i tot un cereal anomenat Nintendo Cereal System. El joc juntament amb la seva seqüela, Zelda II, van ser adaptats a una sèrie de dibuixos animats, i cadascun dels seus episodis eren presentats al programa de televisió que es transmetia cada divendres en el The Super Mario Bros. Super Show!. D'altra banda, Link i Zelda van aparèixer com a personatges secundaris al programa Captain Nintendo: The Game Master, on la trama girava entorn dels successos de The Adventure of Link.

## Recepció
| Publicació               | Puntuació | Puntuació |
| Publicació               | NES       | Wii       |
| ------------------------ | --------- | --------- |
| ACE                      | 905/1000  |           |
| Computer and Video Games | 9/10      |           |
| Dragon                   | [ 55 ]    |           |
| Eurogamer                |           | [ 56 ]    |
| Famitsu                  | [ 57 ]    |           |
| GameSpot                 |           | 7.2/10    |
| IGN                      |           | 9/10      |
| Jeuxvideo.com            | 19/20     | 19/20     |
| Nintendo Life            |           | [ 62 ]    |
| RPGFan                   | 99%       | 85%       |
| Total!                   | 78%       |           |
| Video Games (DE)         | 84%       |           |
| Computer Entertainer     | [ 67 ]    |           |

| Publicació                          | Premi                           |
| ----------------------------------- | ------------------------------- |
| Famitsu Best Hit Game Awards (1986) | Best BGM Game of the Year (3rd) |
| Computer Gaming World (1988)        | Best Adventure                  |

El títol va generar enormes vendes per a Nintendo, perquè es van arribar a vendre 6,5 milions de còpies al voltant del món; així mateix, va ser el primer títol per la NES a aconseguir vendes superiors al milió de còpies. El joc va ser reeditat juntament amb Zelda II, Metroid, Super Mario Bros., i altres títols. A més, va obtenir el primer lloc en un sondeig que es va efectuar en el primer tom de la revista Nintendo Power dins de la qual figuraven altres 30 jocs; en aquesta enquesta, van ser jugadors els qui van votar pels diferents títols. El joc va aconseguir continuar dins de diverses llistes de característiques similars al llarg dels anys 1990. The Legend of Zelda va ser votat pels lectors de Nintendo Power com el «gran desafiament» de Nintendo en els Power Awards '88. L'equip d'edició, també ho va llistar com el «millor videojoc per la NES mai creat», comentant que «encara segueix sent divertit malgrat la seva edat, ja que [els desenvolupadors de Nintendo] van trobar diferents maneres per explotar el gènere, com els elements recurrents de la sèrie a manera de "masmorres ocultes" i d'"armes secretes"». L'opció per guardar la partida, va ser elogiada per molts mitjans especialitzats, sostenint que no era necessari accedir a una contrasenya com ho feien generalment altres jocs per la NES. Zelda va ser ressenyat per la revista Dragon en la seva edició núm. 198, el 1993 per part de l'editor Sandy Petersen, en la columna titulada com «Eye of the Monitor»; en aquesta ressenya se li va atorgar al joc una puntuació de 4 estrelles sobre 5.

## Impacte i llegat
The Legend of Zelda és considerat com el «precursor espiritual» del gènere de rol (RPG). A pesar que els seus elements de jugabilitat difereixen dels actuals jocs típics de RPG, la seva ambientació en un món de fantasia, així com el seu estil musical, van ser adoptats per molts RPGs posteriors. El seu èxit comercial va permetre asseure les bases per a la creació dels elements involucrats en jocs no lineals, com aquells oposats en múltiples jocs de rol, d'entre els quals destaquen Crystalis, Soul Blazer, la sèrie creada per Square titulada Seiken Densetsu, Alundra i Braver Fencer Musashi. D'igual manera, la popularitat que va aconseguir el joc va generar diversos clons, per emular la mecànica que Zelda proveïa. Mark Ronson al costat dels directors Jordan Galland i Gary Breslin, han coproducido un homenatge en vídeo basat en The Legend of Zelda.
Així mateix, The Legend of Zelda ha permès l'aparició de múltiples seqüeles i spin-offs, aconseguint convertir-se en una de les principals i més populars sèries de Nintendo. També el joc va establir diversos personatges importants i diversos entorns que defineixen de manera general a l'univers de Zelda, com Link, la Princesa Zelda, Ganon, Impa i la Triforça –l'artefacte que brinda energia a la terra de Hyrule–. El tema principal, així com la melodia que s'escolta quan el jugador «troba un objecte secret», han aparegut en gairebé tots els jocs posteriors de Zelda així com en altres títols per ressaltar certes referències a la saga.
GameSpot va destacar a The Legend of Zelda com un dels «15 jocs més influents de tots els temps», per ser un exemple primerenc dels jocs de «món obert», a més d'incloure un sistema de joc no lineal i per la introducció d'una bateria que permetia guardar la partida, cosa que permet assentar els fonaments per a diferents jocs de acció-aventura posteriors, com Metroid i diversos jocs de rol com Final Fantasy, així com influenciar a una varietat de jocs posteriors no necessàriament del mateix gènere de rol. Durant 2009, Game Informer va nomenar The Legend of Zelda com un dels millors jocs de la seva època, perquè l'equip d'edició va esmentar que «[estem enfront de] res més, ni gens menys que [davant] el millor joc de tots els temps», en la seva llista dels «millors 200 jocs de tots els temps», sostenint que «[el joc] estava avançat al seu temps, si bé no en anys, més aviat sí en dècades».
The Legend of Zelda és amb freqüència citat dins de diferents llistes com un joc «influent i important»; va ser col·locat en el primer lloc de la llista dels «200 millors jocs de tots els temps» per part de Game Informer; va estar en la cinquena posició de la llista dels «200 millors videojocs del seu respectiu temps» realitzada per la Electronic Gaming Monthly en la seva edició número 200; setè lloc en la llista dels «200 millors jocs de Nintendo de tots els temps» per part de Nintendo Power; el 77.° lloc dins dels «100 millors títols de tots els temps» per part de la Official Nintendo Magazine. i en el 80.° lloc de la llista de IGN titulada com els «millors 99 jocs». El joc també va ser inclòs en el saló de la fama de GameSpy, durant agost de 2000 i va ser considerat pels editors d'aquest lloc, com el dècim millor joc de tots els temps.
La versió per Game Boy Advance de The Legend of Zelda, va obtenir un percentatge de 79% i 89% per part de GameRankings i de Game Ratio, en les seves respectives compilacions de diferents revisions. En puntuacions individuals, IGN puntuo a aquesta versió amb un 8 sobre 10, mentre que GamePro li va donar un 4,5 sobre 5; Nintendo Power li va atorgar una puntuació similar, mentre que 1up.com va qualificar a la versió portàtil de Zelda amb una «A».
Finalment, el Llibre dels Rècords Guinness Mundials ha llorejat a la sèrie The Legend of Zelda amb cinc rècords mundials en l'edició de Guinness World Records Gamer's Edition; entre aquests assoliments es pot destacar el títol de «videojoc millor valorat de tots els temps» i «primer joc a oferir una bateria interna de desament per a les partides».

### Rellançaments
The Legend of Zelda ha estat rellançat múltiples vegades per a diferents plataformes des del seu llançament original per a la consola casolana NES en l'àmbit internacional. El joc va tenir el seu primer rellançament en format de cartutx de 32 bits per a la consola Famicom. Per a aquesta versió, es va alterar lleugerament la pantalla de títol que va aparèixer inicialment per a la versió original en format Disk Card, ja que en el cartutx apareixia el número «1» dins del títol original: Zeruda no Densetsu. En 2001, el joc original va ser rellançat per a la consola GameCube, dins del títol de Animal Crossing. L'únic mètode per desbloquejar el joc, era mitjançant un Action Replay. Un rellançament oficial va ser inclòs en la The Legend of Zelda: Collector's Edition per a la consola GameCube; no obstant això, el joc va tornar a aparèixer per a la consola portàtil Game Boy Advance al costat de la seva seqüela, The Adventure of Link, com a part de la sèrie NES Classics, durant 2004. En 2006, una versió digital es trobava disponible per als jugadors, dins de la Consola Virtual para Wii, i més recentment una demostració a contrarellotge va ser llançada juntament amb el joc de Super Smash Bros. Brawl en la secció del «Bagul» dins de l'opció «Clàssics» durant 2008, i igualment per Wii. La gran majoria dels rellançaments que va sofrir el joc, són virtualment iguals a les de la seva versió original, a pesar que els rellançaments per la GameCube, Game Boy Advance i Consola Virtual han estat alterades de manera ínfima per corregir diversos errors de Engrish que es trobaven en l'original, més notablement en la introducció del joc, on es narra el pròleg de la història. Una demostració tècnica titulada com Classic Games va ser mostrada per la Nintendo 3DS durant el I3 de 2010, en la qual es van mostrar més d'una dotzena de jocs clàssics utilitzant efectes en 3D; d'entre els quals s'incloïen estava The Legend of Zelda. L'anterior va ser anunciat per Reggie Fils-Aime, perquè va comentar que diversos jocs estaven prevists per ser llançats juntament amb la 3DS, destacant entre els jocs esmentats The Legend of Zelda, Mega Man 2 i Super Mario World 2: Yoshi's Island; així mateix, va dir que «possiblement podrien utilitzar una que una altra característica del 3DS, tals com els efectes en 3D, un control analògic, o l'ús d'una càmera».

### Seqüeles
Existeixen múltiples versions del joc que van ser alterades substancialment, i que s'han llançat al mercat com a suposades continuacions; aquestes pseudoversions són d'estil ura o gaiden. Com a part d'una campanya publicitària per promocionar les seves tallarines charumera (チャルメラ),, Myojo Foods Co., Ltd. (明星食品, Myoujou Shokuhin) va llançar una versió alterada de l'original The Legend of Zelda titulada com The Legend of Zelda: Teikyou Charumera (ゼルダの伝説　提供　チャルメラ). Aquest és un dels videojocs més rars oposats al mercat de segona mà per a col·leccionistes, les còpies de les quals s'han comercialitzat en un preu aproximat als 1.000 USD.
Des del 6 d'agost fins al 5 de setembre de 1996, Nintendo en col·laboració amb la cadena de ràdio St.GIGA, van començar a emetre diversos comercials en els quals es parlava d'una versió summament diferent de l'original de The Legend of Zelda, la qual sortiria per a un subsistema de la Super Famicom, la Satellaview –un satmòdem complementari–. El joc, titulat com BS Zelda no Densetsu Kodai no Sekiban (BSゼルダの伝説), va ser publicat per ser descarregat en quatre episodis, que eren publicats setmanalment, i que van ser retransmesos almenys quatre vegades més des que el joc va ser estrenat en 1995 fins al mes de gener de 1997. BS Zelda va ser el primer joc de la Satellaview a oferir un soundtrack de tipus «SoundLink» ?un format d'àudio en el qual, cada certs minuts, els jugadors deuen escoltar amb atenció la veu d'un narrador, el qual està transmetent en viu des de les instal·lacions de St.GIGA, per donar-los pistes sobre l'argument i el sistema de joc?. A més del SoundLink, BS Zelda també oferia gràfics de 16 bits, un supramón més petit i diferents calabossos a comparació de l'original Zelda. No obstant això, Link i Zelda van ser substituïts per dos avatars disponibles en la Satellaview: un noi amb una gorra de beisbol posada cap enrere i una noia amb els cabells rojos.
Entre el 30 de desembre de 1996 i el 6 de gener de 1997, una segona versió del joc, anomenada BS Zelda no Densetsu MAP 2 (BS ゼルダの伝説ＭＡＰ２) va ser difosa per la Satellaview com una versió equivalent a la Second Quest de l'original The Legend of Zelda. MAP 2 va ser retransmès només una vegada durant el març de 1996.